# Quadratura

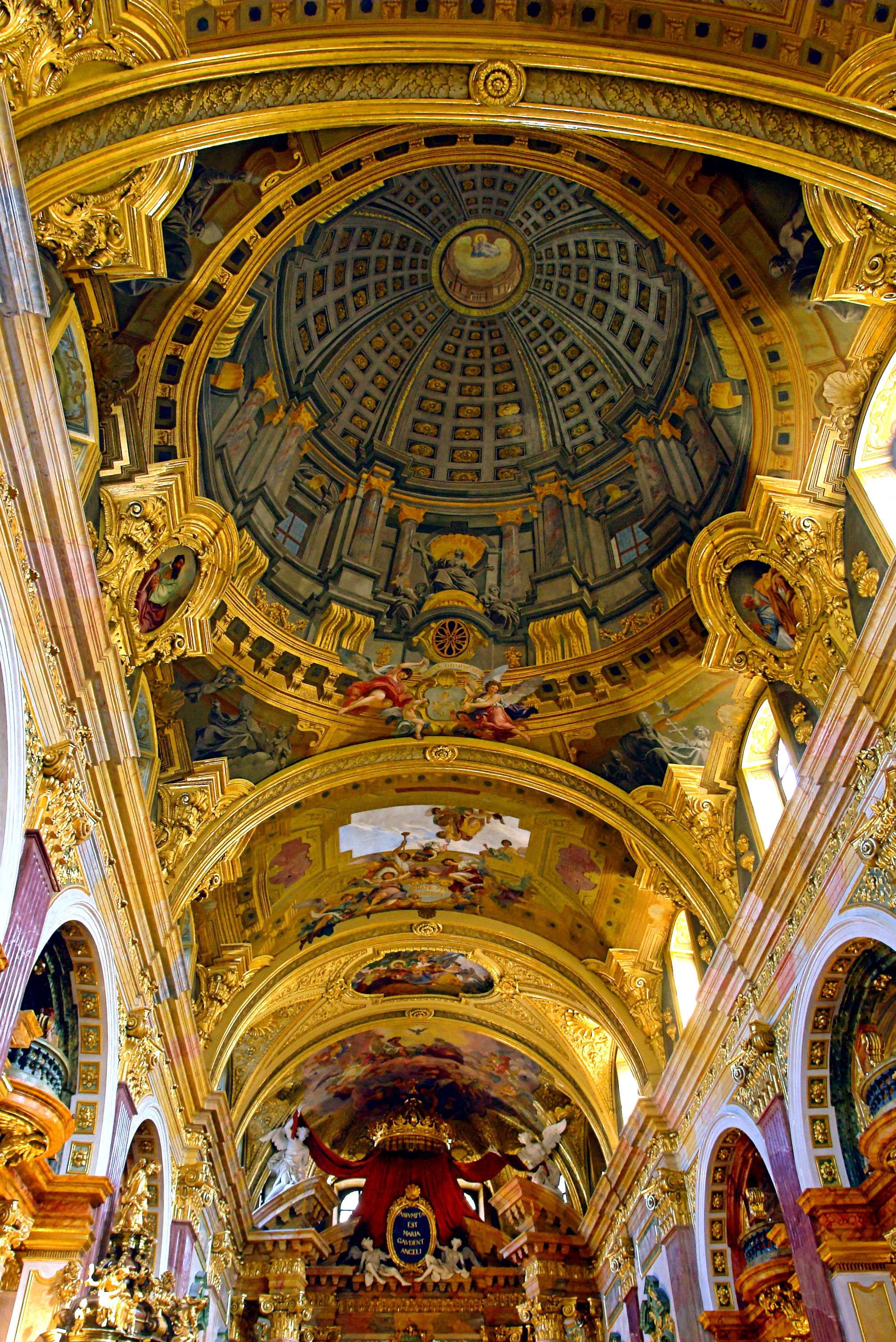
Plafond de l'église jésuite de Vienne (par Andrea Pozzo)

La quadratura est un genre pictural baroque tendant à simuler des reliefs architectoniques sur les voûtes planes des églises, leurs murs intérieurs (voire les façades extérieures) par un effet illusionniste de trompe-l'œil et de perspective, les observateurs étant toujours placés au sol des édifices.

## Terme pictural
Le terme quadratura a été introduit durant la période baroque pour décrire une architecture simulée.
Cette technique unit architecture, peinture et sculpture, cherchant à créer une perspective illusionniste.
Elle nécessite de maîtriser les règles de l'architecture, celles de la perspective, mais aussi l'imitation des textures (marbre, or, etc.) et même de scènes figurées (Giorgione et Titien au Fondaco dei Tedeschi de Venise, 1508).
Précédemment, au Quattrocento, la technique surnommée en italien sott'in sù (littéralement de bas en haut) avait recherché également l'illusionnisme perspectif pour les fresques des voûtes, citons-en les premiers exemples :  
- La Chambre des Époux d'Andrea Mantegna dans le palais ducal de Mantoue
- La chapelle San Marco de Melozzo da Forli  dans la basilique de Lorette à Loreto.

Au Cinquecento, le maniériste Tommaso Laureti s'en était emparé avec son Triomphe du christianisme.

## Exemples chez les maîtres
Cette architecture en trompe-l'œil est représentée entre autres, par :
- Andrea Pozzo (1642-1709), Le Triomphe de saint Ignace, fresque de la voûte de l’église Saint-Ignace-de-Loyola à Rome.
- Angelo Michele Colonna et Agostino Mitelli au palais ducal de Sassuolo, près de Modène.
- Sebastiano Ricci, au rez-de-chaussée du palais Pitti à Florence.
- Hans Holbein le Jeune pour la maison Zum Tanz à Bâle (cabinet des estampes de Berlin).
- les Carrache sur la voûte de la Galerie Farnèse à Rome.
- le baroque Domenico Piola et son atelier dont a fait partie Gregorio de Ferrari sur les voûtes dans plusieurs bâtiments religieux à Gênes.
- Felice Biella au sanctuaire de Vicoforte, près de Mondovi en Piémont.
- Pierre de Cortone représentant le Triomphe de la Divine Providence et du règne des Barberini au palais Barberini
- Giambattista Tiepolo à la Ca' Rezzonico, la villa Pisani at Stra, et dans la salle du trône du palais royal de Madrid
- Paul Véronèse à la villa Rotonda à Vicence
- Baldassarre Peruzzi à la villa Farnesina de Rome
- Pierre de Cortone, Triomphe de la Divine Providence, 1633 à 1639, palais Barberini, à Rome

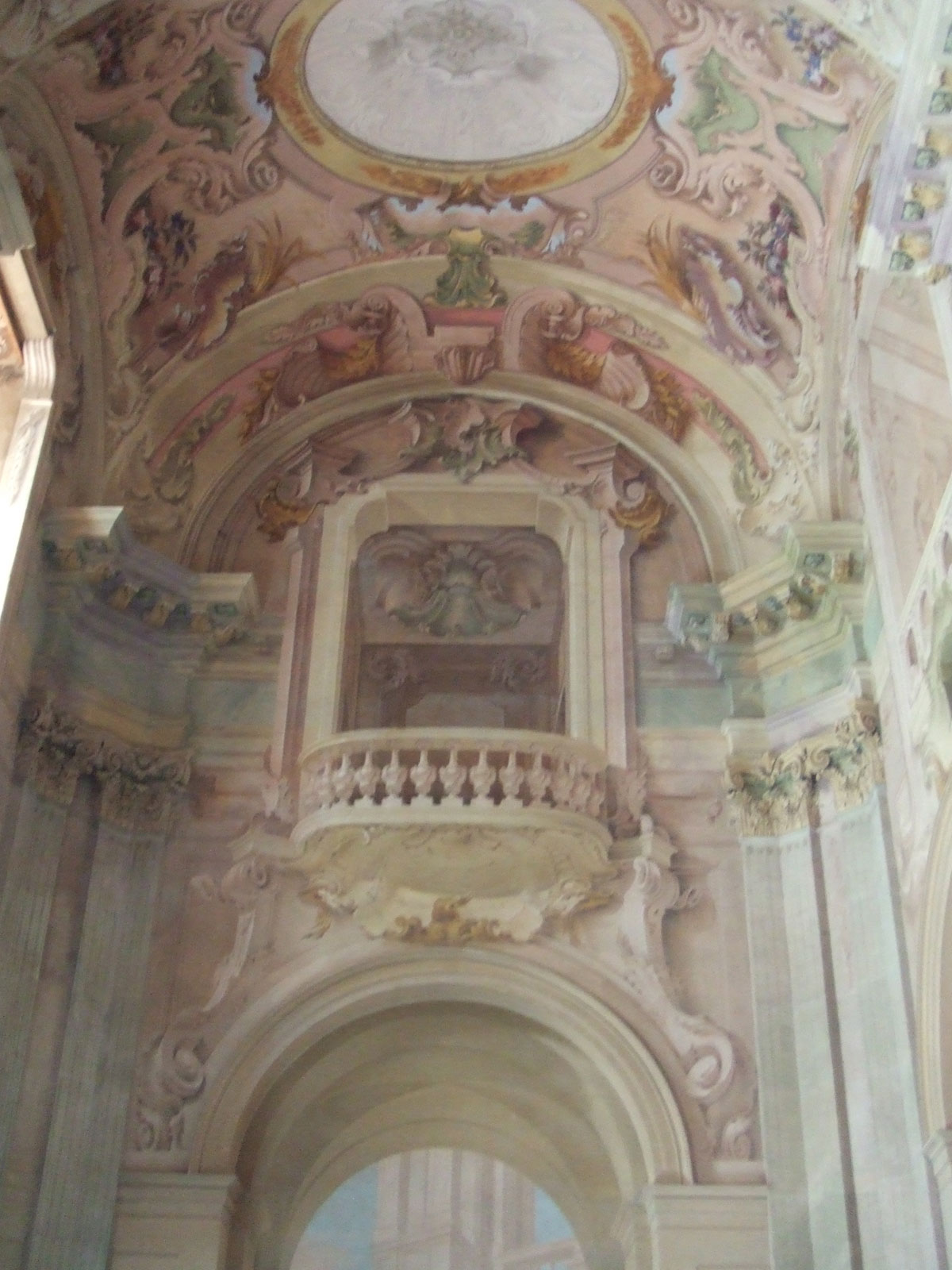
Sanctuaire de Vicoforte
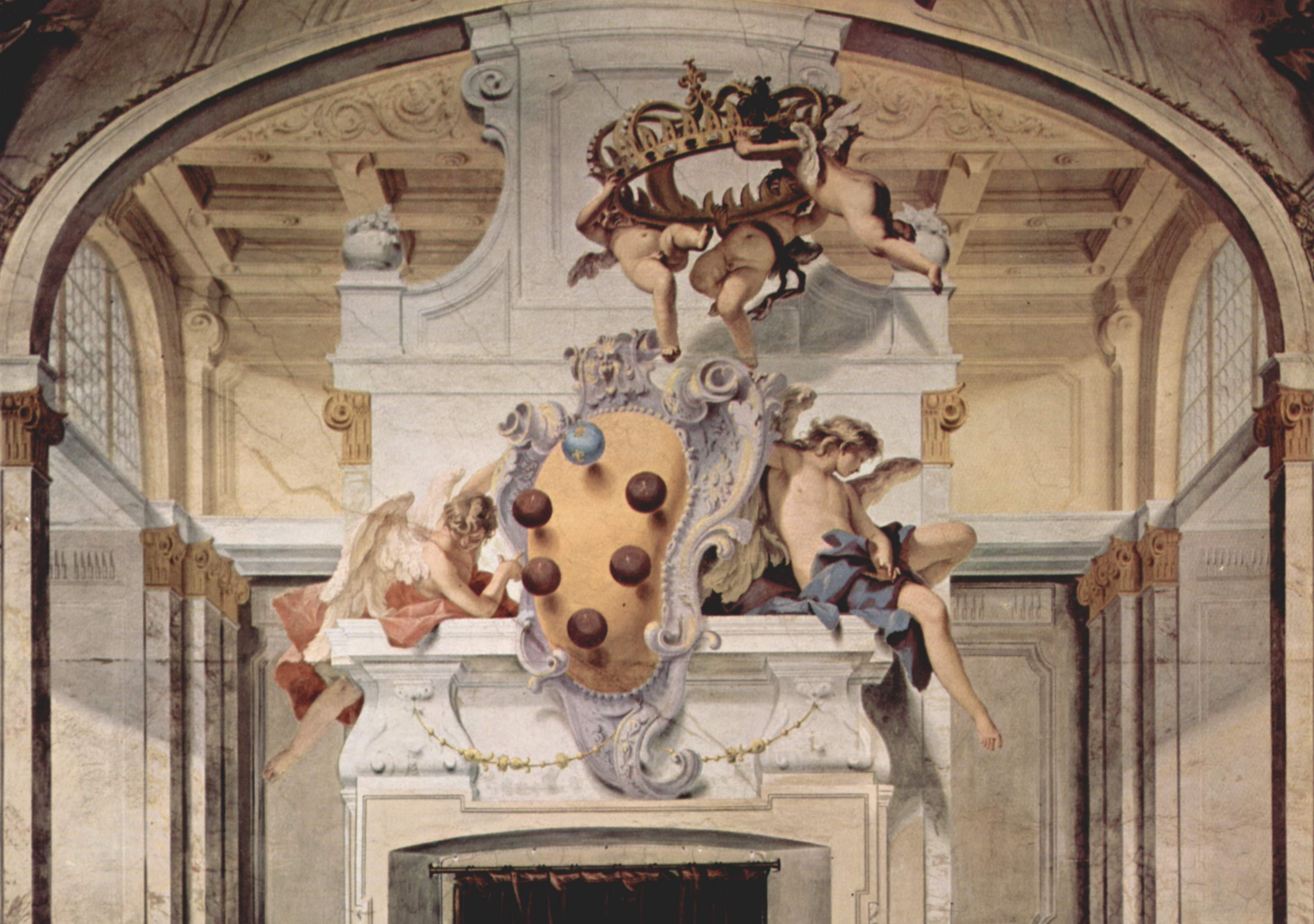
Palais Pitti
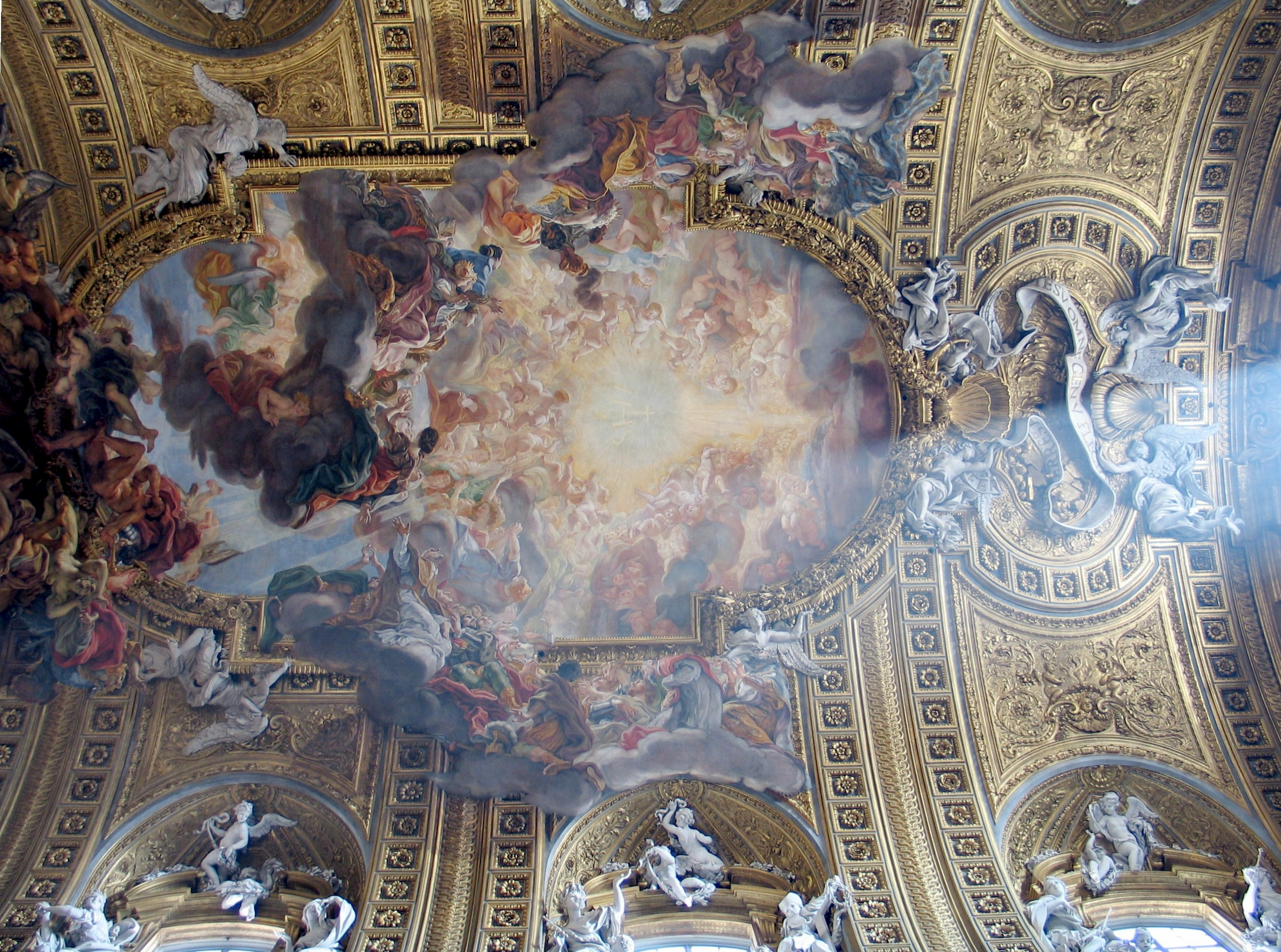
Église du Gesu à Rome
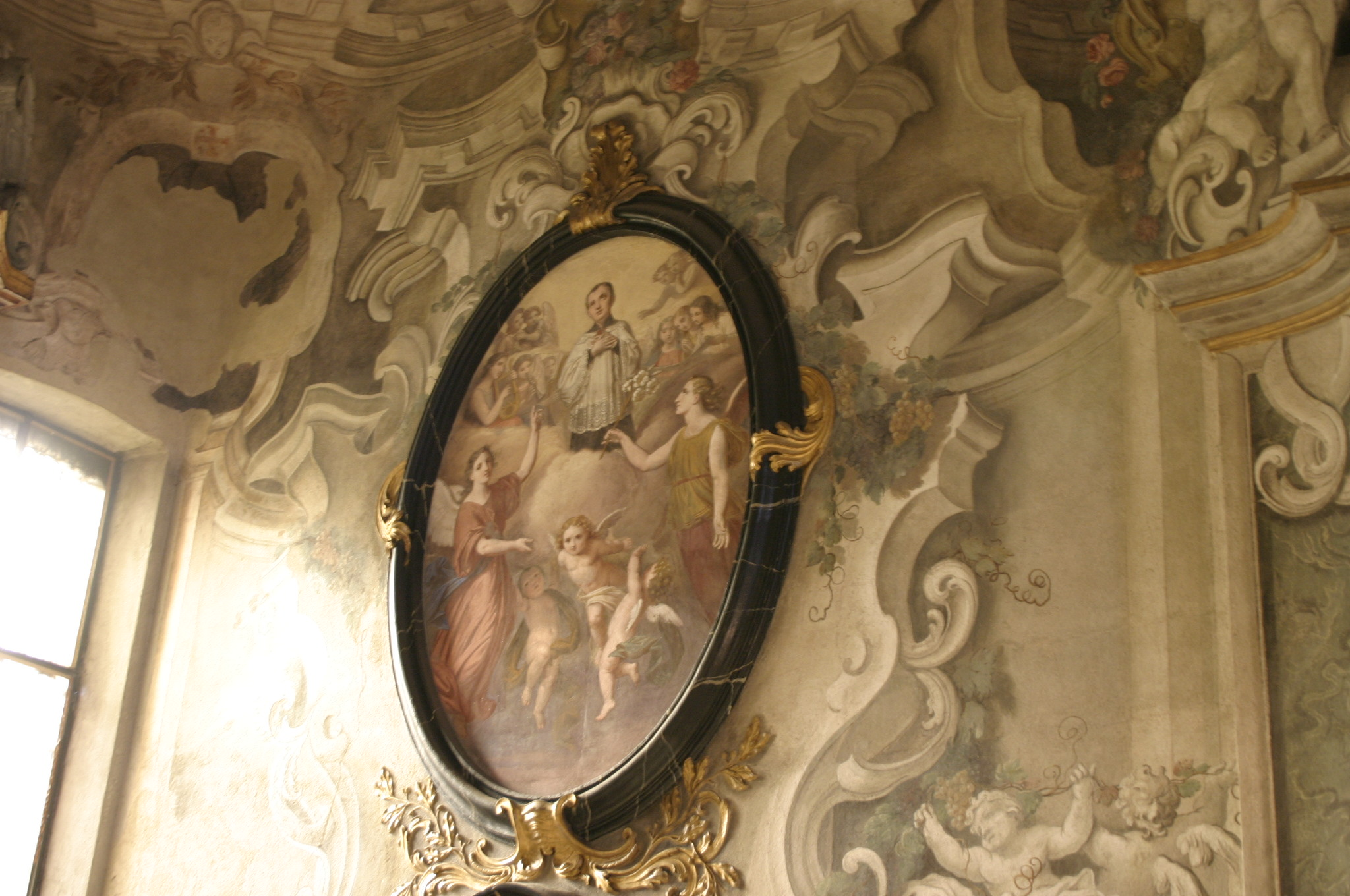
San Simpliciano, chapelle San Luigi Gonzaga, Milan
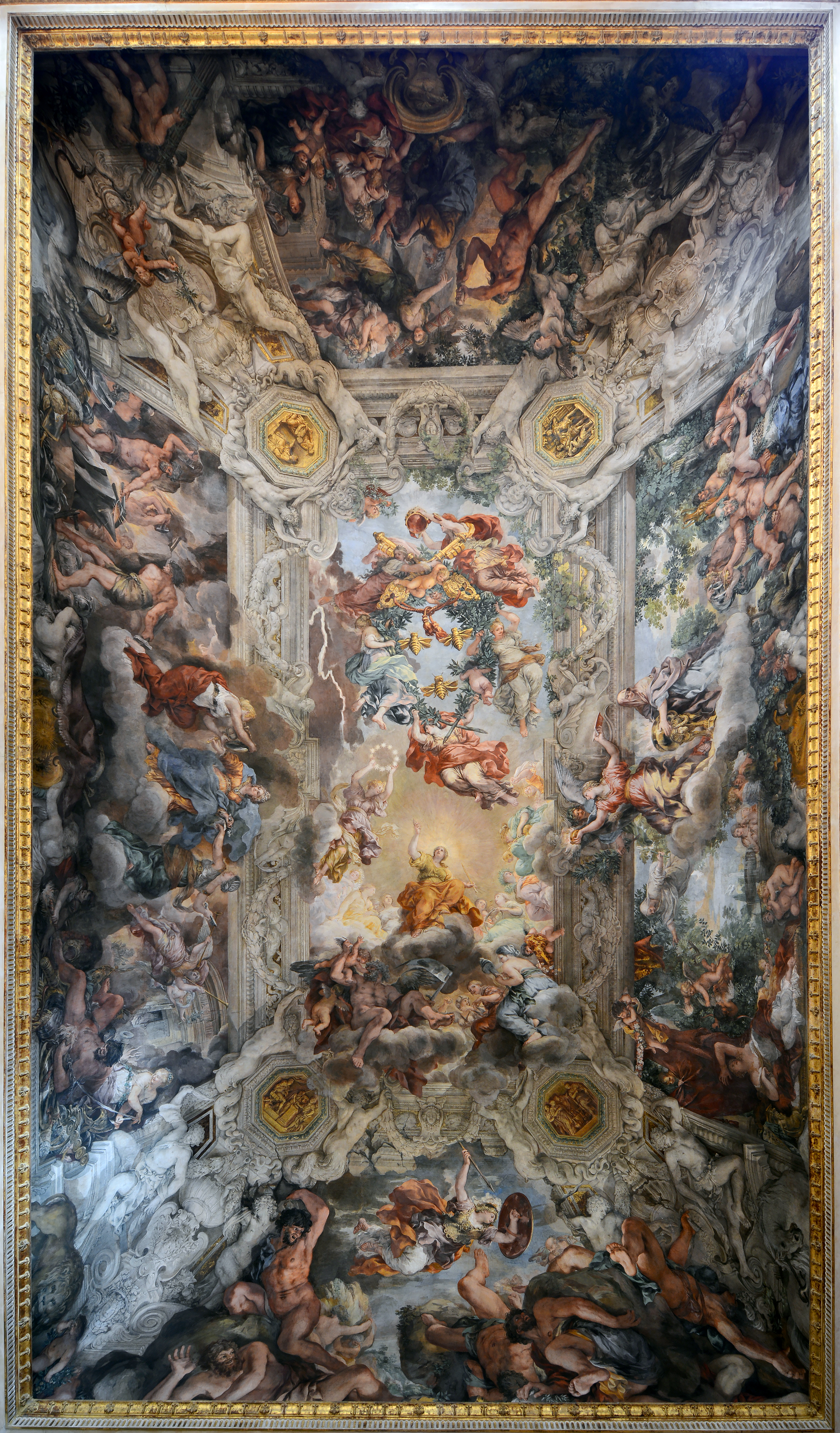
Pierre de Cortone, Triomphe de la Divine Providence.

## Peintres italiens dequadratura
- Antonio Agrote
- Giacomo Alboresi
- Domenico Ambrogi
- Cesare Baglioni
- Bartolomeo Bassi
- Pier Francesco Battistelli
- Baldassare Bianchi
- Carlo Bolognini
- Rinaldo Botti
- Giovanni Antonio Bouzas
- Giovanni Battista Caccioli
- Pietro Capelli
- Giovanni Maria Cerva
- Marcantonio Chiarini
- Jacopo Chiavistelli
- Angelo Michele Colonna
- Girolamo Curti
- Giuseppe Dallamano
- Gregorio de Ferrari
- Giovanni Battista Gaulli
- Enrico Haffner
- Giuseppe Antonio Landi
- Michele Mastellari
- Giuseppe Melani
- Agostino Mitelli
- Giovanni Giacomo Monti
- Lorenzo del Moro
- Carlo Moscatiello
- Giuseppe Natali
- Giovanni Paderna
- Pietro Paltronieri
- Francesco Quaini
- Luigi Quaini
- Cristoforo Rosa
- Tommaso Sandrino
- Giulio Trogli
- Ottavio Viviani